# Mantella ebenaui
Espèce
Synonymes
- Dendrobates ebenaui Boettger, 1880
- Mantella attemsi Werner, 1901

Statut de conservation UICN

 LC  : Préoccupation mineure
Statut CITES
Mantella ebenaui est une espèce d'amphibiens de la famille des Mantellidae.

## Répartition
Cette espèce est endémique de Madagascar. Elle se rencontre du niveau de la mer jusqu'à 900 m d'altitude dans le nord-est de l'île et dans le bassin de la Sambirano dans le Nord-Ouest,.

## Description
Mantella ebenaui ressemble à Mantella betsileo. Il n'est pas possible de les différencier morphologiquement ou au niveau de leur coloration.

## Étymologie
Cette espèce est nommée en l'honneur de Karl Ebenau.

## Publications originales
- Boettger, 1880 : Diagnoses reptilium et batrachiorum novorum a Carolo Ebenau in insula Nossi-Bé Madagascariensi lectorum. Zoologischer Anzeiger, vol. 3, p. 279-283 (texte intégral).
- Werner, 1901 : Beschriebung neuer Dendrobatiden mit einer Revision dieser batrachier-Famille'. Verhandlungen des Zoologisch-Botanischen Vereins in Wien, vol. 51, p. 627-634 (texte intégral).